# Ghiacciaio di Ghulkin
Il ghiacciaio di Ghulkin ((UR) : گلکن گلیشیر) è un ghiacciaio a tehsil Gojal della regione di Gilgit-Baltistan, in Pakistan. 
Il ghiacciaio scorre da ovest ad est, dal versante sudest del picco di Shispare (7.611m) verso il villaggio di Ghulkin e Sesoni. Il ghiacciaio termina all'altitudine di 2.605 metri. 